# یواس‌اس ال‌اس‌تی-۵۶۳
یواس‌اس ال‌اس‌تی-۵۶۳ (به انگلیسی: USS LST-563) یک کشتی بود که طول آن ۳۲۸ فوت (۱۰۰ متر) بود. این کشتی در سال ۱۹۴۴ ساخته شد.